# Operacija Morski lav
Nakon pada Francuske, nacistička Njemačka na cilju je imala Britaniju. Hitler i njegovi suradnici bili su vrlo optimistični glede napada na Britaniju. Smatrali su da je kopnena vojska obavila svoj zadatak te će osvajanje Britanije obaviti mornarica te ratno zrakoplovstvo. Prve planove o invaziji na Britaniju, mornarica, zrakoplovstvo (Luftwaffe), i kopnena vojska razmijenile su u prosincu 1939. godine. Glavni stožer Luftwaffe na čelu s Göringom u siječnju 1940. zaključio je da: »kombinirana operacija čiji je cilj iskrcavanje u Engleskoj ne dolazi u obzir». Hitler je s mogućnošću invazije na Britaniju prvi puta suočen 21. svibnja nakon što su oklopne snage izbile na more kod Abbevillea. Mornarica je nastavila proučavati problem invazije. Kurt Fricke, načelnik Operativnog odjela mornarice, postavio je 27. svibnja plan nazvana Studie England. Počeli su i radovi na prikupljanju brodovlja potrebnog za invaziju, čak je jedan tajnik u Ministarstvu gospodarstva izradio planove za brod koji je nazvao «ratni krokodil» (šlep s vlastitim motorom izrađen od betona za prijevoz 200 vojnika s kompletnom opremom te da se nasuče na obalu i služi kao zaklon). No, od svega toga nije bilo ništa.
U drugoj polovici lipnja Hitler od Jodla, jednog od svojih generala prima memorandum o narednim koracima u ratu s naslovom: «Nastavljanje rata protiv Engleske». On je predložio da se Britanija najprije paralizira napadima iz zraka te pomorskim operacijama protiv britanskog brodovlja, skladišta, tvornica i RAF-a (Britanskog ratnog zrakoplovstva). Predlagao je da se posljednji udarac zada iskrcavanjem vojnika na britansku obalu bude li to potrebno, ali tek nakon što Luftwaffe «riješi» RAF. Hitler se slagao s Jodlovim planom te je 16. srpnja izdao Direktivu broj 16 za Seelowe. 
Mnogi smatraju da Operacija Morski lav (Unternehmen Seelöwe) nije bio ozbiljan plan, general Rundstedt je 1945. pred istaržiteljima izjavio da se na cijelu stvar gledalo kao na igru, jer je bilo očigledno da se invazija neće moći izvršiti jer mornarica nije bila sposobna da štiti trupe prilikom prebacivanja preko Kanala, te da Luftwaffe nije sposobno da preuzme te funkcije ako mornarica doživi neuspjeh. 
Dan nakon izdavanja 16. Direktive izvršeno je razmještanje snaga za operaciju Morski lav. Glavni udar trebala je zadati Grupa Armija pod zapovjedništvom feldmaršala von Rundstedta. Plan je bio da se skupine od po nekoliko divizija iskrcaju na više mjesta po obali Britanije (Calais – Bexhill; Le Havre – Brighton i otok Wight; šerburški poluotok – zaljev Lyme). Palnirano je da se do trećeg dana od invazije prebaci ukupno 260.000 vojnika. Do Londona se planiralo stići s nekoliko različitih strana. Nijemci su smatrali da će to bit relativno jednostavno i završeno u roku od mjesec dana. Mornarica ipak nije bila tako optimistična, sumnjala je da će moći prebaciti toliko vojske pored snažne britanske mornarice te je 29. srpnja zatražila odgodu Operacije do svibnja 1941. godine. Međutim Hitler nije želio toliko čekati te je dogovoreno kako operacija može početi 15. rujna pod uvjetom da se ne pojave neke nepredviđene okolnosti s obzirom na vrijeme te neprijatelja. Mornarica je još jednom iskazala pesimizam. Smatrala je da operaciju treba odgoditi do sljedeće godine zbog meteoroloških uvjeta ali i zbog zahtjeva kopnenih snaga koje su tražile široku frontu od Doverskih vrata do zaljeva Lyme. Tada je odlučeno da operacija može početi 15. rujna 1940.; odluka o tome hoće li operacija biti izvedena u rujnu ili prebačena u sljedeću godinu bit će donesena nakon koncentriranih zračnih napada na južnu Englesku tijekom jednog tjedna. Ako tijekom tog tjedna budu nanesene ozbiljne štete neprijatelju operacija će biti izvedena, a ako ne budu tada će se operacija odgoditi za godinu dana. Sada je sve zavisilo od Luftwaffea.
Prvog kolovoza Hitler je izdao dvije direktive u kojima je opisao prethodne odluke te ih poslao vojsci. Mornarica je ponovno tražila suženje fronta invazije jer je, opravdano, smatrala da nije u mogućnosti ispuniti zahtjeve koji su stavljeni pred nju. Vojska nije popuštala, željeli su rat na širokom frontu. Čak je došlo i do sukoba između dva vida oružanih snaga, 7. kolovoza sastao se general Halder iz kopnenih snaga s admiralom Schniewidtom iz mornarice. 10. kolovoza dogovorena je neka vrsta kompromisa, malo je popustila vojska, a malo mornarica. Međutim, ponovno je bilo nezadovoljnih s obje strane, Jodl tada donosi pet uvjeta za uspjeh operacije Morski Lav. Kao prvo, naveo je da je potrebno otjerati britansku flotu s južnih obala i, drugo očistiti britansko nebo od zrakoplova RAF-a. Ostali uvjeti odnosili su se na masovnost i brzinu iskrcavanja trupa. Hitler je popustio željama mornarice te je naredio da će se konačan udarac zadati na uskom frontu. 27. kolovoza dani su konačni planovi za iskrcavanje u četiri glavne zone na južnoj obali između Folkestonea i Selsey Billa, istovremeno izdana je naredba za izvođenje operacije «Jesenje putovanje». Operacija je bila zamišljena kao lažni napad velikih razmjera na istočnu obalu engleske gdje su i Englezi očekivali glavni napad.
Prvog rujna započelo je prebacivanje njemačkih brodova u luke na La Mancheu. Trećeg je rujna stigla direktiva da je najraniji dan predviđen za isplovljivanje 20. rujan. Iako je bio spreman na to, Hitler je vjerovao kako iskrcavanje neće biti potrebno, nadao se da će Britanija zatražiti mir. Međutim, Britanci nisu o tome razmišljali oni su smatrali da invazija samo što nije počela te su se i oni spremali za rat.
Sedmog rujna, Nijemci su izvršili prvi masovni zračni napad na London. Bio je to najteži zračni napad u dotadašnjoj povijesti. Bombardiranje se nastavljalo sljedećih dana, ali Hitler je odgodio početak iskrcavanja iz nekoliko razloga. Prvi je bio taj što je bombardiranjem nanesena tolika šteta da se smatralo da iskrcavanje neće biti potrebno, drugi razlog su bile poteškoće mornarice s vremenom, prikupljanjem brodova, ali i s RAF-om koji je ometao mornaricu. RAF je u luci Oostende potopio čak 80 šlepova, međutim Hitler je i dalje bio uvjeren da iskrcavanje neće biti potrebno. Nije želio riskirati s iskrcavanjem jer «se neprijatelj stalno obnavlja», a i nebo još nije bilo očišćeno od RAF-a (za to je krivio meteorološke uvjete). Mornarica je iz sata u sat trpjela sve veće gubitke od RAF-a te imala sve lošije mišljenje o Luftwaffeu. Mornarica je zatražila dislokaciju svojih brodova. Hitler ponovno odlučuje da se invazija odgađa, ali ovaj put na neodređeno vrijeme.
Četvrtog listopada sastao se Hitler s Mussolinijem. Mussolini je shvatio kako Hitler nije uspio u svojim planovima s Britanijom i to ga je jako oneraspoložilo. Mornarica i vojska tražile su da se i formalno odustane od operacije Morski lav, Hitler je izdao direktivu da se napad odgađa za proljeće sljedeće godine. Hitler je odustao od operacije zbog lošeg ishoda zračne bitke te su se njegove misli okrenule prema istoku, prema Rusiji.
Glavni razlog neuspjeha u izvođenju operacije Morski lav bio je u nemogućnosti Luftwaffe da uništi RAF. Iako je u početku Bitke za Britaniju Luftwaffe nanijela velike gubitke Britancima, zbog zračnog napada iako su Britanci patili od nedostatka školovanih pilota, kao i pucanja u njihovom sustavu zapovijedanja, zbog uspješno izvedenog zračnog napada RAF-a na Berlin 25. kolovoza, Nijemci mijenjaju ciljeve napada od do tada relativno uspješnih (aerodromi lovačkog zapovjedništva RAF-a, luke i tvornice zrakoplova), na terorističko bombardiranje gradova (prije svega Londona) u znak odmazde. To rasipanje snaga omogućilo je oporavak lovačkog zapovjedništva RAF-a i njihovu pobjedu u bitci. 

## Vanjske poveznice
- Operation Seelöwe directive No.16  Arhivirana inačica izvorne stranice od 7. veljače 2008. (Wayback Machine)